# توماس تلفورد
 توماس تلفورد (انگلیسی: Thomas Telford؛ ۹ اوت ۱۷۵۷ – ۲ سپتامبر ۱۸۳۴) یک معمار، مهندس عمران، و مهندس اهل بریتانیا بود.